# Partit Comunista dels Treballadors (Dinamarca)
Partit Comunista dels Treballadors (danès Kommunistisk Arbejderparti, KAP) fou un partit polític danès d'ideologia comunista d'orientació maoista, fundat el 21 de novembre de 1976 per l'historiador Benito Scocozza, secretari general de 1976 a 1984. Un altre membre destacat és Peter Kvist Jorgensen, fill de l'ex Primer Ministre de Dinamarca Anker Jørgensen. Va participar en les eleccions legislatives daneses de 1979 i de 1981, sense obtenir representació parlamentària. El 1994 es va dissoldre i els seus membres ingressaren a l'Aliança Roja-Verda.